# Курс общей лингвистики
«Курс общей лингвистики» (фр. Cours de linguistique générale, CLG) — наиболее известная работа Фердинанда де Соссюра, одна из наиболее влиятельных лингвистических работ XX века, основополагающий текст структурализма.

## История текста
«Курс общей лингвистики» был опубликован посмертно в 1916 году Шарлем Балли и Альбером Сеше по материалам университетских лекций Соссюра, читанных им в Женевском университете в 1906/1907, 1908/1909 и 1910/1911 учебных годах. Ни Балли, ни Сеше сами не были слушателями этих лекций. Начиная с 1957 года (работы Р. Годеля) показано, что они могут, до некоторой степени, считаться соавторами этой работы, так как Соссюр не имел намерений издавать такую книгу, и многое в её композиции и содержании, отсутствующее в известных нам подробных конспектах лекций, с большой вероятностью привнесли издатели «Курса» — хотя, конечно, Соссюр мог делиться с коллегами некоторыми идеями в частных беседах. По-видимому, знаменитый афоризм, венчающий «Курс» —
Единственным и истинным объектом лингвистики является язык, рассматриваемый в самом себе и для себя
принадлежит не Соссюру, а его ученикам (и даже противоречит другим несомненно соссюровским идеям). Соссюр в области созданной им семиологии не опубликовал ничего, существуют лишь его разрозненные заметки по данной проблематике, которые были найдены и опубликованы только во второй половине XX века.

## Основные положения

### Семиология — новая наука
Семиология, которую создаёт Фердинанд де Соссюр, определяется им как «наука, изучающая жизнь знаков в рамках жизни общества». «Она должна открыть нам, что такое знаки и какими законами они управляются». Семиология является частью социальной психологии. Поскольку язык — это одна из знаковых систем, лингвистика оказывается частью семиологии.

### Язык и речь
Одно из основных положений теории Ф. де Соссюра — различение между языком и речью.
Язык (la langue), по Соссюру, — это общий для всех говорящих набор средств, используемых при построении фраз на данном языке, «система знаков, в которой единственно существенным является соединение смысла и акустического образа»; речь (la parole) — конкретные высказывания индивидуальных носителей языка, индивидуальные акты воли и понимания.
Речевая деятельность, речевой акт, согласно Соссюру, имеет три составляющие: физическую (распространение звуковых волн), физиологическую (от уха к акустическому образу, либо от акустического образа к движениям органов речи), психическую (во-первых, акустические образы — психическая реальность, не совпадающая с самим звучанием, психическое представление о физическом звучании; во-вторых — понятия).
Речь — часть психической составляющей речевого акта, — вызывание понятием акустического образа. Язык — также составляющая речевой деятельности. Язык отличается от речи как (1) социальное от индивидуального; (2) существенное от побочного и случайного. Язык представляет собой не деятельность говорящего, а готовый продукт, пассивно регистрируемый говорящим. Это «социальный продукт, совокупность необходимых условностей, принятых коллективом, чтобы обеспечить реализацию, функционирование способности к речевой деятельности»; «это клад, практикой речи отлагаемый во всех, кто принадлежит к одному общественному коллективу», причём язык полностью не существует ни в одном человеке, но лишь в целом коллективе; это система знаков, состоящих из ассоциативно связанных понятия и акустического образа, причём оба эти компонента знака в равной мере психичны. Психическая природа акустического образа (в отличие от всего речевого акта) даёт возможность обозначить его зрительным образом (на письме).
Хотя язык вне речевой деятельности индивидов не существует («это не организм, это не растение, существующее независимо от человека, он не имеет своей собственной жизни, своего рождения и смерти»), тем не менее изучение речевой деятельности следует начинать именно с изучения языка как основания всех явлений речевой деятельности. Лингвистика языка — ядро лингвистики, лингвистика «в собственном смысле слова».

### Языковой знак

Рис. 1. Знак

Языковой знак состоит из означающего (акустического образа) и означаемого. Языковой знак имеет два основных свойства. Первое заключается в произвольности связи между означающим и означаемым, то есть в отсутствии между ними внутренней, естественной связи. Второе свойство языкового знака состоит в том, что означающее обладает протяжённостью в одном измерении (во времени).
Произвольность означающего по отношению к означаемому вовсе не подразумевает, что индивид или языковая группа способны свободно устанавливать или изменять его. Напротив, говорит Соссюр, «знак всегда до некоторой степени ускользает от воли как индивидуальной, так и социальной».
Произвольность знака может быть абсолютной и относительной. Лишь часть языковых знаков абсолютно произвольна. Например, слово «три» абсолютно произвольно по отношению к обозначаемому им понятию, — между ними нет никакой внутренней связи. А вот «тридцать» лишь относительно произвольно — оно вызывает представления о единицах, из которых составлено («три», «дцать» [десять]), о других словах, связанных с ним ассоциативно («тринадцать», «двадцать»).
В отличие от обыкновенного знака, символ характеризуется тем, что он всегда не до конца произволен; в нём есть рудимент естественной связи между означающим и означаемым. «Символ справедливости, весы, нельзя заменить чем попало, например колесницей».

### Единицы языка
Язык составляют языковые сущности — знаки, то есть единства означающего и означаемого. Языковые единицы — это разграниченные между собой языковые сущности. Единицы выявляются благодаря понятиям (отдельно взятая акустическая составляющая делению не поддаётся): одной единице соответствует одно понятие. Языковая единица — это отрезок звучания (психического, а не физического), означающий некоторое понятие.
Что представляет собой языковая единица, понять не легко. Это совсем не то же самое, что слово. Разные формы слова — разные единицы, так как различаются и по звучанию, и по смыслу. Суффиксы, падежные окончания и т. п. также являются единицами. Решение, которое предлагает Соссюр, таково.
Мысль и звук (психический, а не физический) сами по себе аморфны, недифференцированы. Язык, связывая две эти аморфные массы, вызывает обоюдное разграничение единиц. «Всё, — говорит Соссюр, — сводится к тому в некотором роде таинственному явлению, что соотношение „мысль-звук“ требует определённых членений и что язык вырабатывает свои единицы, формируясь во взаимодействии этих двух аморфных масс». Соссюр сравнивает язык с листом бумаги. Мысль — его лицевая сторона, звук — оборотная; нельзя разрезать лицевую сторону, не разрезав и оборотную.

### Значимости
Язык — система значимостей.
Значение — это то, что представляет собой означаемое для означающего. Значимость же знака возникает из его отношений с другими знаками языка, то есть это не отношение «по вертикали» внутри знака (рис. 1), а отношение «по горизонтали» между разными знаками.

Рис. 2. Значимость

Если воспользоваться сравнением знака с листом бумаги, то значение следует соотнести с отношениями между лицевой и оборотной сторонами листа, а значимость — с отношениями между несколькими листами.
Как понятия, так и акустические образы, составляющие язык, представляют собой значимости, — они чисто дифференциальны, то есть определяются не положительно — своим содержанием, но отрицательно — своими отношениями к прочим членам системы. Значимости образуются исключительно из отношений и различий с прочими элементами языка. Понятийная сторона языка состоит не из предзаданных понятий, но из значимостей, вытекающих из самой системы языка. Так же и «в слове важен не звук сам по себе, а те звуковые различия, которые позволяют отличать это слово от всех прочих, так как они-то и являются носителем значения». В языке нет положительных элементов, положительных членов системы, которые существовали бы независимо от неё; есть только смысловые и звуковые различия. «То, что отличает один знак от других, и есть всё то, что его составляет». Языковая система есть ряд различий в звуках, связанный с рядом различий в понятиях. Положительны только факты сочетаний данных означаемых с данными означающими.
Итак, языковая единица есть «сегмент в речевом потоке, соответствующий определённому понятию, причём как сегмент, так и понятие по своей природе чисто дифференциальны».

#### Синтагматические и ассоциативные отношения
Существуют два вида значимостей, основанные на двух видах отношений и различий между элементами языковой системы. Это синтагматические и ассоциативные отношения. Синтагматические отношения — это отношения между следующими друг за другом в потоке речи языковыми единицами, то есть отношения внутри ряда языковых единиц, существующих во времени. Такие сочетания языковых единиц называются синтагмами. Ассоциативные отношения существуют вне процесса речи, вне времени. Это отношения общности, сходства между языковыми единицами по смыслу и по звучанию, либо только по смыслу, либо только по звучанию в том или ином отношении.

«Языковую единицу, рассмотренную с этих двух точек зрения, можно сравнить с определённой частью здания, например, с колонной: с одной стороны, колонна находится в определённом отношении с поддерживаемым ею архитравом — это взаиморасположение двух единиц, одинаково присутствующих в пространстве, напоминает синтагматическое отношение; с другой стороны, если эта колонна дорического ордера, она вызывает в мысли сравнение с другими ордерами (ионическим, коринфским и т. д.), то есть с такими элементами, которые не присутствуют в данном пространстве, — это ассоциативное отношение».

Синтагматические и ассоциативные отношения обусловливают друг друга. Без ассоциативных отношений было бы невозможно выделить составные части синтагмы, и она перестала бы быть разложимой и превратилась бы в простую единицу без внутренних синтагматических отношений. Так, если бы из языка исчезли все слова, содержащие единицы раз- и -бить, исчезли бы и синтагматические отношения между этими единицами в слове разбить, их противопоставление друг другу. С другой стороны, синтагматические единства представляют собой материал для установления ассоциативных отношений их членов с формами, которые им ассоциативно противопоставляются.
Синтагматическая значимость элемента синтагмы определяется соседними элементами и его местом в целом; с другой стороны, значимость целой синтагмы определяется её элементами. Например, слово разбить состоит из двух единиц низшего порядка (раз-бить), но это не сумма двух самостоятельных частей (раз+бить), а скорее «соединение или произведение двух взаимосвязанных элементов, обладающих значимостью лишь в меру своего взаимодействия в единице высшего порядка» (раз×бить). Приставка -раз существует в языке не сама по себе, но лишь благодаря таким словам, как раз-вернуть, раз-веять и т. д. Также и корень не самостоятелен, но существует лишь в силу своего сочетания с приставкой.

### Синхроническая и диахроническая лингвистика
К основным положениям «Курса общей лингвистики» принадлежит также различение диахронической (сравнительно-исторической) и синхронической (дескриптивной) лингвистики. Согласно Соссюру, лингвистическое исследование только тогда адекватно своему предмету, когда учитывает как диахронический, так и синхронический аспекты языка. Диахроническое исследование должно основываться на тщательно выполненных синхронических описаниях; исследование изменений, происходящих в историческом развитии языка, — утверждает Соссюр, — невозможно без внимательного синхронного анализа языка в определенные моменты его эволюции. Сопоставление же двух разных языков возможно лишь на основе предварительного тщательного синхронного анализа каждого из них.
Затрагивая коренные вопросы диахронической лингвистики, Соссюр определяет изменение знака (в эволюции языка) как изменение отношения между означающим и означаемым. Оно происходит при изменении одного, другого или обоих. Эволюция языковых знаков не имеет своей целью создание определённой новой значимости; она вообще не имеет цели. Просто, с одной стороны, происходят изменения понятий, с другой — изменения акустических образов. Но изменение означающего не направлено на выражение определённого понятия, оно происходит само по себе. Более того, изменения происходят в отдельных знаках, а не в системе языка в целом.

## Влияние
«Курс общей лингвистики» получил большую известность в Европе на рубеже 1910-х и 1920-х годов. Первым языком, на который был переведён «Курс», стал японский язык. В 1920-1930-е годы появились английский, немецкий, нидерландский переводы. В России он стал известен вскоре после выхода благодаря Р. О. Якобсону и опоязовцам, к началу 1920-х г. относится незавершённый русский перевод А. И. Ромма. Первый полный русский перевод (А. М. Сухотина под редакцией и с примечаниями Р. О. Шор) вышел в 1933 году, впоследствии, в 1970-е годы, был отредактирован А. А. Холодовичем; в настоящее время переиздаются обе редакции перевода.
«Курс общей лингвистики» был сразу же расценен как основополагающий труд и манифест нового научного направления, которое получило впоследствии название структурализм. Основные положения Соссюра были позже применены и в других науках, в том числе в антропологии и культурологии (Клод Леви-Стросс, который называл лингвистику «пилотной наукой» структуралистского метода, science pilote).
Положения Соссюра непосредственно развивала Женевская лингвистическая школа, крупнейшими представителями которой были Балли и Сеше.